# جلوفو

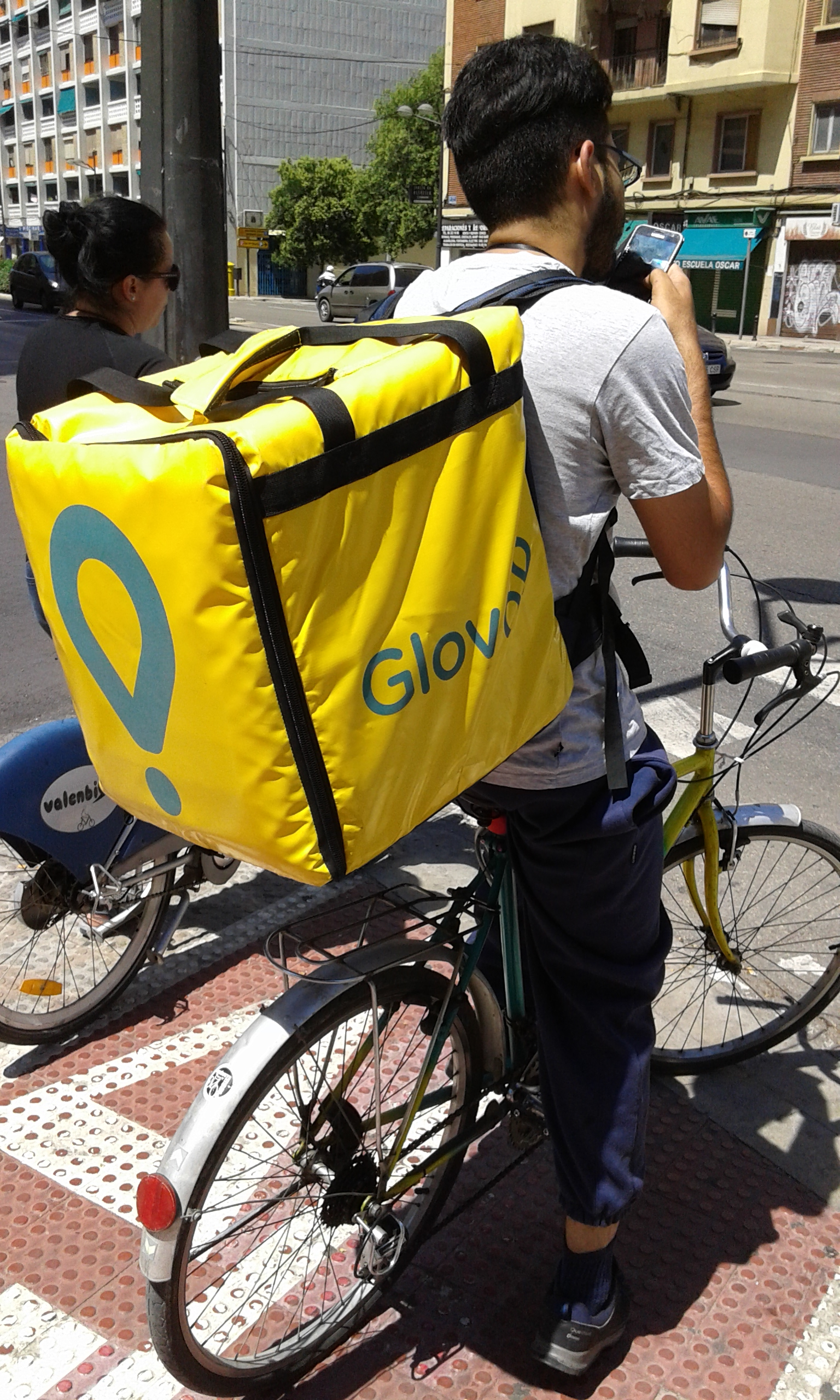
ساعي الدراجة

جلوفو هي شركة أسبانية بدأت منذ تأسست في برشلونة في عام 2015. إنها خدمة بريد سريع بناءً على الطلب تقوم بشراء المنتجات التي يتم التقاطها وتسليمها وتسليمها من خلال تطبيق الهاتف المحمول الخاص بها. تطمح إلى أن تكون تطبيقًا لأسلوب الحياة متعدد الفئات، مع كونها تقديم الطعام الأكثر شعبية. تأسست الشركة من قبل أوسكار بيير وساشا ميكود.  

## روابط خارجية
- الموقع الرسمي